# Ривалта Бормида
Рива̀лта Бо̀рмида (на италиански: Rivalta Bormida; на пиемонтски: Arvàuta, Арваута) е село и община в Северна Италия, провинция Алесандрия, регион Пиемонт. Разположено е на 140 m надморска височина. Населението на общината е 1447 души (към 2010 г.).